# Bálint Dezső
Bálint Dezső, 1898-ig Beck (Budapest, 1873. december 19. – Bécs, 1919. szeptember 19.) újságíró, író, színigazgató, műfordító.

## Életútja
Beck Jakab rőfösárukereskedő és Kurländer Ilona fiaként született. Pályáját újságíróként kezdte. Beck családi nevét 1898-ban változtatta Bálintra. 1907–08-ban a Budapesti Cabaret Színházat, 1908-09-ben a Bonbonniére-kabarét vezette, 1908. február 7-én a Népszínház–Vígopera társigazgatója lett Máder Rezsővel, majd az Intim Színház igazgatója, végül pedig a Royal-Orfeum tulajdonosa és igazgatója. 1909. június 3-án Budapesten, a Terézvárosban házasságot kötött Molnár Erzsébettel, dr. Neumann Mór és Wallfisch Jozefa lányával, Molnár Ferenc író húgával. Az 1900-as évek elején több francia és angol vígjátékot, valamint zenés, énekes-táncos színművet fordított magyarra és alkalmazott színpadra. 

## Színműfordításai
- Pénzt vagy életet! vj. 4 felv., 5 képben. Irta: Capus Alfréd. Bem. 1901. ápr. 18. Vígszínház.
- Milliók a hó alatt, regényes szmű 5 képben. D. Ch. Murray után. Zenéjét összeállította: Barna Izsó. Bem. 1901. jun. 11. Népszínház.
- A Veszta-szűzek, operett 3. felv. írták: Deprés és Bernéde. Zenéjét szerzette: Le Rey és Clerice, (Mérei Adolffal.) Bem. 1901. okt. 11. Magyar Színház.
- Florodóra, énekes vígj., 8 képben. írták: Owen Hall, Paul Rubens és Ernest Boyd-Jonnes. Zenéjét szerzette: Leslie Stuart. Bem. 1901. dec. 5. Magyar Színház. (Mérei Adolffal.)
- A szerencse, vj. 4 felv. Irta: Capus Alfréd. Bem. 1901. dec. 28. Nemzeti Színház.
- A csepűrágók, nagy daljáték 3 felv. Irta: Ordonneau Maurice. Ford. Makai Emillel. Zenéjét szerzette: Ganne Louis. Bem. 1901. dec. 30. Magyar Színház.
- Ádám és Éva, operett 3 felv„ Irta: Blum és Toché. Zenéjét szerzette: Serpette. Fordította: Makai Emillel. Bem. 1902. jan. 10. Népszínház.
- A szevillai fodrász, bohózatos operett 3 felv. Zenéjét szerzette: D'Amant Leó. Bem. 1902. máj. 13. Magyar Színház.
- A konzul felesége, operett 3 felv. Bem. 1904. máj. 20. Népszínház. Szövegét írta: Clairville és Ferrier. Zenéjét szerzette: Serpette.
- 7777, operett 3 felv. Szövegét írta: Kreun és Lindau. Zenéjét szerzette: Ziehrer Károly. Fordította: Faragó Jenővel. Bem. 1905. ápr. 15. Népszínház.
- Georges hercegnő, szmű, 3 felv. Irta: Dumas Sándor. Bem. 1906. május hó 23-án, a Nemzeti Színházban.
- Kisvárosi botrány, boh. 3 felv. Irta: Gavault és Ordonneau. Zenéjét szerzette: Barna Izsó. Bem. 1906. máj. 25. Népszínház.